# 日本歴史学会
日本歴史学会（にほんれきしがっかい）は、日本史研究の学術団体である。

## 概要
日本歴史の研究と歴史知識の普及を図ることを目的に、高柳光寿を初代会長として、1949年（昭和24年）に設立されたが、日本学術会議の指定する協力学術研究団体では無い。主たる事業として月刊雑誌『日本歴史』の編集をおこなっている。現会長は東京大学名誉教授の笹山晴生。教師・院生・学生など全国の日本史研究者、および歴史愛好家等で構成され、約8,000名の会員を擁する。なお、その事務局を吉川弘文館編集部内に置く。
2000年（平成12年）には「日本歴史学会賞」を創設し、「日本歴史研究の発展と研究者への奨励」を行うため、『日本歴史』に所載の論文より毎年一編を選定、その研究者の業績を顕彰する。

## 編集刊行物
すべて吉川弘文館より刊行。
- 『人物叢書』（1958年 - ）
- 『日本歴史叢書』（1963年 - ）
- 『明治維新人名辞典』（1981年）
- 『日本史研究者辞典』（1999年）
- 『肖像選集』（1962年）
- 『遺墨選集 人と書』（1997年）
- 『演習古文書選』全8冊（1971年 - 1981年）
- 『概説古文書学』全2冊（1983年 - 1989年）
- 『日本史の問題点』（1965年）
- 『日本考古学の現状と課題』（1974年）
- 『日本史研究の新視点』（1986年）

## 受賞
- 第11回菊池寛賞（1963年） - 『人物叢書』の刊行による[2]。